# یلپین (رود)
یلپین (به ارمنی: Ելփին) رودی است در کشور ارمنستان که در استان وایوتس‌جور جریان دارد که از hy:Վարդենիսի լեռնաշղթա سرچشمه می‌گیرد و به آرپا (رود) می‌ریزد. طول آن ۲۳ کیلومتر (۱۴ مایل) و مساحت حوضه آبخیز (دبی) آن ۱۳۰ کیلومتر مربع می‌باشد.

## نگارخانه

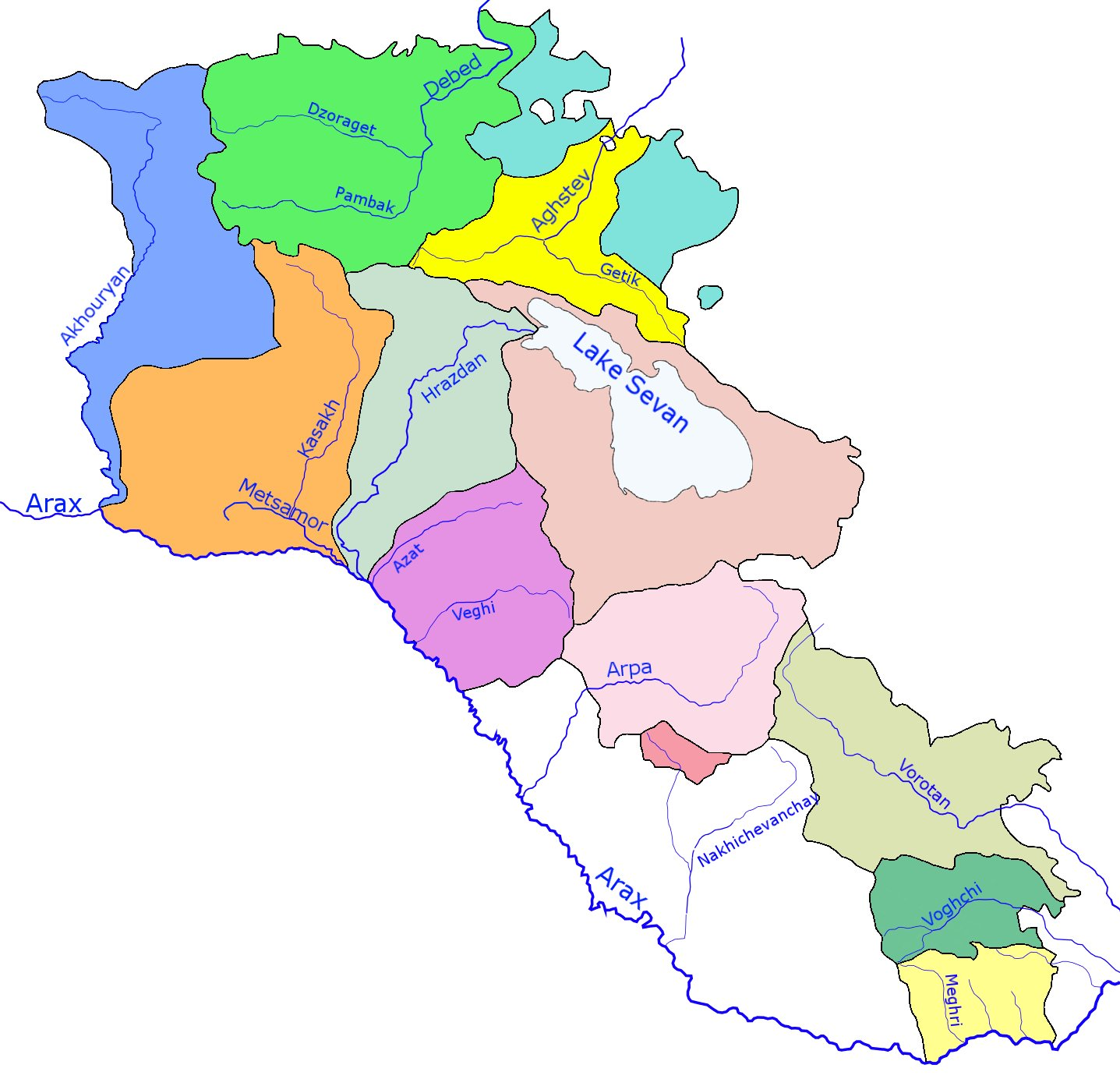